# Chörten der dreißig Generäle des Königs Gesar von Ling und Tana-Tempel

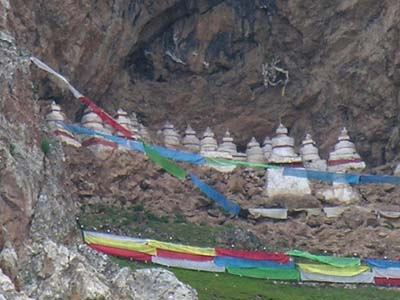
Chörten der dreißig Generäle des Königs Gesar von Ling

Die Chörten der dreißig Generäle von König Gesar von Ling und das Tana-Kloster (chinesisch 格萨尔三十大将军灵塔和达那寺, Pinyin Gésà’ěr sānshí dà jiāngjūn Líng tǎ hé Dánā sì) liegen im Kreis Nangqên (chin. Nangqian) des Autonomen Bezirks Yushu der Tibeter in der nordwestchinesischen Provinz Qinghai.
Das auf einer Höhe von 3800 m im Dana Shan (达那山) gelegene Tana-Kloster (Tana Gompa; engl. Tana Monastery) gilt als Familientempel König Gesars. Die dreißig Chörten (Stupa) in seiner Nähe sollen nach Aussagen von Experten der Chinesischen Akademie der Wissenschaften über 1.000 Jahre alt sein.
Das Tana-Kloster gehörte zur Yelpa-Kagyü (tib.: yel pa bka' brgyud)-Schule des tibetischen Buddhismus.
Die Bauwerke stehen zusammen seit 2006 auf der Liste der Denkmäler der Volksrepublik China (6-805).